# 宗喀巴
宗喀巴 （藏語：ཙོང་ཁ་པ་།，威利转写：tsong kha pa，THL：tsong kha pa，藏语拼音：Zongkaba，1357年—1419年），法名罗桑札巴（藏語：བློ་བཟང་གྲགས་པ，威利转写：blo bzang grags pa，藏语拼音：Losang Chagba，意为 “善慧名稱”），藏传佛教格鲁派创始人。宗喀巴42歲時，得到佛護的《中論釋》，認識到月稱和清辯兩家見解的異同，了悟到「緣起性空」，提倡「中觀應成」，並依此批判當時西藏流行之各種中觀學說，主張「一切法唯名分別安立」，建立他在中觀思想方面的獨特主張。其弟子克主傑开班禪转世之先河，其弟子根敦朱巴即達賴转世之初尊，宗喀巴是藏傳佛教一代祖師，被藏族视作文殊菩薩化身。

## 生平
父亲名鲁本格，是元末兼管当地军民政务的地方实力派官员—达鲁花赤，母親星萨阿切，共有子女六人，宗喀巴排行第四。他父亲与母亲也成了呼图克图。
于藏历第六绕迥之火鸡年（1357年，元至正十七年）10月25日，诞生在“宗喀”地方（今青海省湟中县塔尔寺所在地），故被称为宗喀巴，青海的僧俗大众尊称他为杰仁波切（意为宝贝法王）。
宗喀巴三歲時，從第四世大寶法王若比多傑受近事戒（居士戒），七歲入夏瓊寺，正式拜頓珠仁欽為師，受“勝樂”、“喜金剛”、“大輪”、“大威德”等密宗灌頂，後受沙彌戒，法號羅桑札巴（意譯善慧稱）。16歲前往衛藏學法，學習《中觀論》、《因明論》、《般若經》、《律經》。29歲時在雅隆的南傑拉康寺，從楚臣仁欽等受比丘戒， 此後學習十五部大論，在立宗答辯時表現非凡。30歲時恭請錯欽薄寺住持戒寶律師為親教師，錯巴吉津寺住持慧依為羯磨阿闍黎；錯巴吉津的維那福德金剛為屏教阿闍黎，還有兩個寺院的持律比丘為證戒僧眾，受比丘戒。
34歲時，對佛教密乘教典、灌頂諸法均有深造。42歲時，得到佛護的《中論釋》，認識到月稱和清辯兩家見解的異同，了悟到「緣起性空」，提倡「應成派中觀見」。 44歲(1403年)時，以阿底峽的《菩提道燈論》為藍本完成重要著作《菩提道次第廣論》，內容為顯教的教法。49歲完成對於密教的著作《密宗道次第廣論》。此兩本著作，被民國時期的法尊法師（1902-1980）翻譯成漢文。
52歲時，宗喀巴造了《辨了不了義論》、又於《中觀論廣釋》造訖時，廣為宣講；續又講學《中論》、《密宗道次第》等論著；隔年於格登寺講述了《菩提道次第》、《集密月稱釋》法著等。 
59歲時，宗喀巴大師另造《菩提道次第略論》，62歲於格登寺《入中論廣釋》造迄，第二年刻成了《集密根本經》；63歲時(１４１９)大師宣講《勝樂輪根本經》等顯密諸法，完成了《勝樂輪根本經釋》。同年的十月二十五日圓寂。 

### 圓寂
1419年（明成祖永乐十七年），宗喀巴在拉萨甘丹寺圆寂，时年63岁。圆寂时，将自己的衣帽传给贾曹杰，于是贾曹杰继承了甘丹寺住持之位。藏傳佛教史上将宗喀巴、贾曹杰、克主杰合称为“师徒三尊”。后世为了纪念宗喀巴，在其圆寂之日设立了燃灯节，于藏历每年十月二十五日期间举行。

## 傳說
宗喀巴以文殊菩薩為其本尊，藏地相傳其為文殊菩薩化身。相傳宗喀巴涅槃後，往生兜率天，成為一生補處菩薩。

## 格鲁派
宗喀巴刻苦學習，經過長期的苦學精修，創建了一整套佛學體系，其重要論著《菩提道次第廣論》和《密宗道次第廣論》無上瑜伽修法就是其思想體系的總結，也是他創立格鲁派的理論基礎。“格鲁”意为“善规”。宗喀巴學習圓滿，即改戴黃帽，弟子們後也就隨著戴黃帽，形成黃帽派。因为宗喀巴戴黄色桃形僧帽，所以又称格鲁派为“黄帽派”、“黃教”。宗喀巴大师強調修行次第，要先顯後密，顯密並重，“提倡梵行”，清規有：僧人不許結婚，禁止邪婬，廢除歡喜法，戒殺生，禁飲酒，斷絕世俗交往等等。
1409年，宗喀巴在拉萨创建甘丹寺，担任首位法台。1416年，其弟子絳央卻傑興建哲蚌寺。1418年—1419年，其弟子絳欽卻傑利用從明朝帶回的大批賞賜物修建了色拉寺。甘丹、哲蚌、色拉三寺合称为拉萨三大寺，成为后来格鲁派六大丛林的中心寺院。

## 弟子
宗喀巴的弟子中最著名者有8人
- 贾曹杰（原名达玛仁钦，師徒三尊之一，继宗喀巴之后任甘丹寺法台甘丹赤巴）
- 杜曾·札巴坚赞
- 克主杰（原名格雷贝桑，師徒三尊之一，甘丹寺第三任甘丹赤巴，後被追認為一世班禪）
- 绛央却杰（原名扎西贝丹，创建哲蚌寺）
- 绛钦却杰（原名释迦也失，创建色拉寺，曾经两次赴汉地會見明朝皇帝，被封为“大慈法王”）
- 多教·江白嘉措
- 吉尊·喜饶僧格
- 根敦朱巴（宗喀巴最小的弟子，创建扎什伦布寺，後被追認為一世達賴）

## 著作
- 《菩提道次第廣論》讲述显宗大小三乘的区别理论。受阿底峡尊者《菩提道灯论》启发而作。
- 《密宗道次第廣論》讲述密宗无上瑜伽的修行
- 《菩提道次第略論》/《菩提道次第略論釋》
- 《菩提道次第心論》
- 《菩提道次第攝受求加持頌》
- 《大乘修心七義論貫注》
- 《緣起贊五十八頌》
- 《入中論善顯密意疏》
- 《辨了不了義善說藏論》
- 《龍樹中觀根本慧論廣釋之正理海》
- 《勝集密教王五次第教授善顯炬論》
- 《波羅蜜多註釋·金珠》
- 《菩薩戒品釋》
- 《僧眾二十論》
- 《密宗十四根本戒釋》
- 《侍師五十頌釋》
- 《密宗戒註釋成就穗》[4]
- 《囊則敬寺所說比丘學處》
- 《金剛持道次第秘密樞要解》
- 《一切怛特羅吉祥集密廣釋明燈論貫注》
- 《安立次第解說集密要義明釋》
- 《怛特羅王吉祥集密優波提舍五次第明燈論》
- 《金鬘論》[6]
- 《報父母之恩祈願文》
- 《往生西方極樂世界發願文》
- 《三主要道頌》
- 《兜率眾神頌》
- 《功德之本頌》
- 《釋迦佛讚》
- 《長壽佛讚》
- 《彌勒贊詞梵天之冠》
- 《皈依發心儀》
- 《證道歌》

## 外部連結
- 宗喀巴大師的功德與造《菩提道次第廣論》的因緣 （页面存档备份，存于）
- 宗喀巴大師傳（页面存档备份，存于）
- 宗喀巴大師的《菩提道次第論》（页面存档备份，存于）